# Alonso de Fonseca y Ulloa
Alonso III (o Alfonso) de Fonseca Ulloa (Santiago de Compostel·la, 1475 - Alcalá de Henares, 4 de febrer de 1534) fou un bisbe i mecenes espanyol.
Nascut a Santiago de Compostel·la l'any 1475 fou fill de l'Arquebisbe de Santiago Alonso de Fonseca i Acevedo i de la seva cosina María de Ulloa, senyora de Cambados. Estudià lleis i teologia en la Universitat de Salamanca.
L'any 1507, el seu pare en retirar-se va voler que Alonso li succeís en el càrrec d'arquebisbe de Santiago. Per a evitar la prohibició eclesiàstica que un fill succeís al pare, hagué d'anar a veure el papa, Alexandre VI, viatjant a Roma i a Nàpols.
Per a resoldre el problema, Pere Lluís de Borja (nebot del papa) fou nomenat successor per un brevíssim període, i després va renunciar al càrrec. Alonso prengué possessió com a arquebisbe de Santiago, i ocupà el càrrec fins a l'any 1523.
L'any 1523 fou nomenat arquebisbe de Toledo. Batejà Felip II de Castella. Morí el 4 de febrer de 1534 a Alcalá de Henares. Fou enterrat a Salamanca. El seu fill, Diego de Acevedo, fruit de les relacions amb l'aristòcrata Juana Pimentel, va entrar en el servei del rei.